# Convention de Soledad
La Convention de La Soledad est un accord préliminaire signé entre le gouvernement légal du Mexique et les représentants des puissances européens alliées, destinés à mettre fin à l'expédition du Mexique et rechercher un accord pour apurer les dettes du Mexique.
La Convention de Londres (1861) du 31 octobre 1861 entre les gouvernements anglais, espagnol et français constitue le cadre légal de l'expédition dont l'objectif est de protéger les ressortissants européens compte tenu de l'anarchie politique régnant au Mexique et surtout d'obtenir l'exécution des engagements financiers contractés antérieurement. 
Depuis janvier 1862, les détachements des trois pays débarquent à Vera-Cruz. Le général Prim, représentant les trois puissances alliées, rencontre le 19 février 1862 le général Manuel Doblado (es), envoyé du gouvernement mexicain. L'accord prend acte de la présence alliée et renvoie le problème épineux des dettes à une rencontre prévue le 15 avril à Orizaba. 
La convention est signée par :
- Manuel Doblado pour le gouvernement mexicain ;
- Joan Prim, commissaire pour l'Espagne ;
- sir Charles Wyke (en), commissaire pour l'Angleterre ;
- Jurien de la Gravière, chef de l'expédition du côté français[1].

Connue à Paris mi-mars, le gouvernement de Napoléon III désapprouve la convention. Les Anglais et les Espagnols, moins engagés vis-à-vis des discussions avec l'archiduc Maximilien profitent des dissensions entre alliés pour retirer leurs troupes dès le 24 avril 1862 laissant les français poursuivre seuls l'expédition.